# Kedungsigit
Kedungsigit is een bestuurslaag in het regentschap Trenggalek van de provincie Oost-Java, Indonesië. Kedungsigit telt 4114 inwoners (volkstelling 2010).